# West Potomac Park

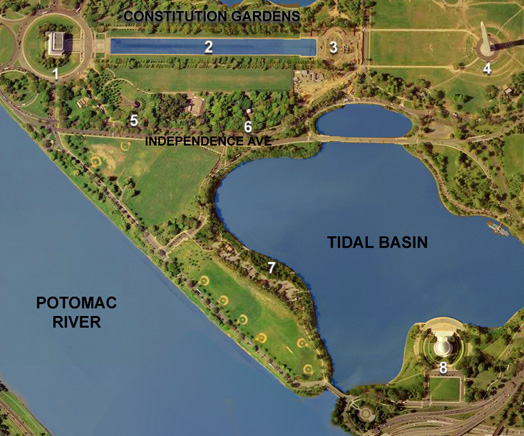
Farblich bearbeitetes USGS-Satellitenbild des West Potomac Park vom 26. April 2002. Legende:
1 Lincoln Memorial
2 Reflexionsbecken
3 Second World War Memorial (auf dem Bild noch in Bau, aber inzwischen fertiggestellt)
4 Washington Monument (das Gelände gehört nicht zum West Potomac Park)
5 Korean War Veterans Memorial
6 District of Columbia War Memorial (zu Ehren der Soldaten des Ersten Weltkrieges)
7 Franklin Delano Roosevelt Memorial
8 Jefferson Memorial

Der West Potomac Park ist eine Parkanlage in Washington, D.C. und grenzt an die National Mall. Er umfasst das Gelände südlich der Linie Lincoln Memorial, Reflexionsbecken und Washington Monument. Der Park ist der Standort vieler Sehenswürdigkeiten und Denkmäler nationaler Bedeutung, etwa des Jefferson Memorial, Franklin Delano Roosevelt Memorial, John Ericsson Memorial, Vietnam Veterans Memorial, Korean War Veterans Memorial und Martin Luther King, Jr. National Memorial. In ihm befindet sich das Tidal Basin, eine im 19. Jahrhundert künstlich angelegte Bucht des Potomac River, die diesen mit dem nördlichen Ende des Washington Channel verbindet. Er wird vom National Park Service verwaltet.

## Kirschbäume

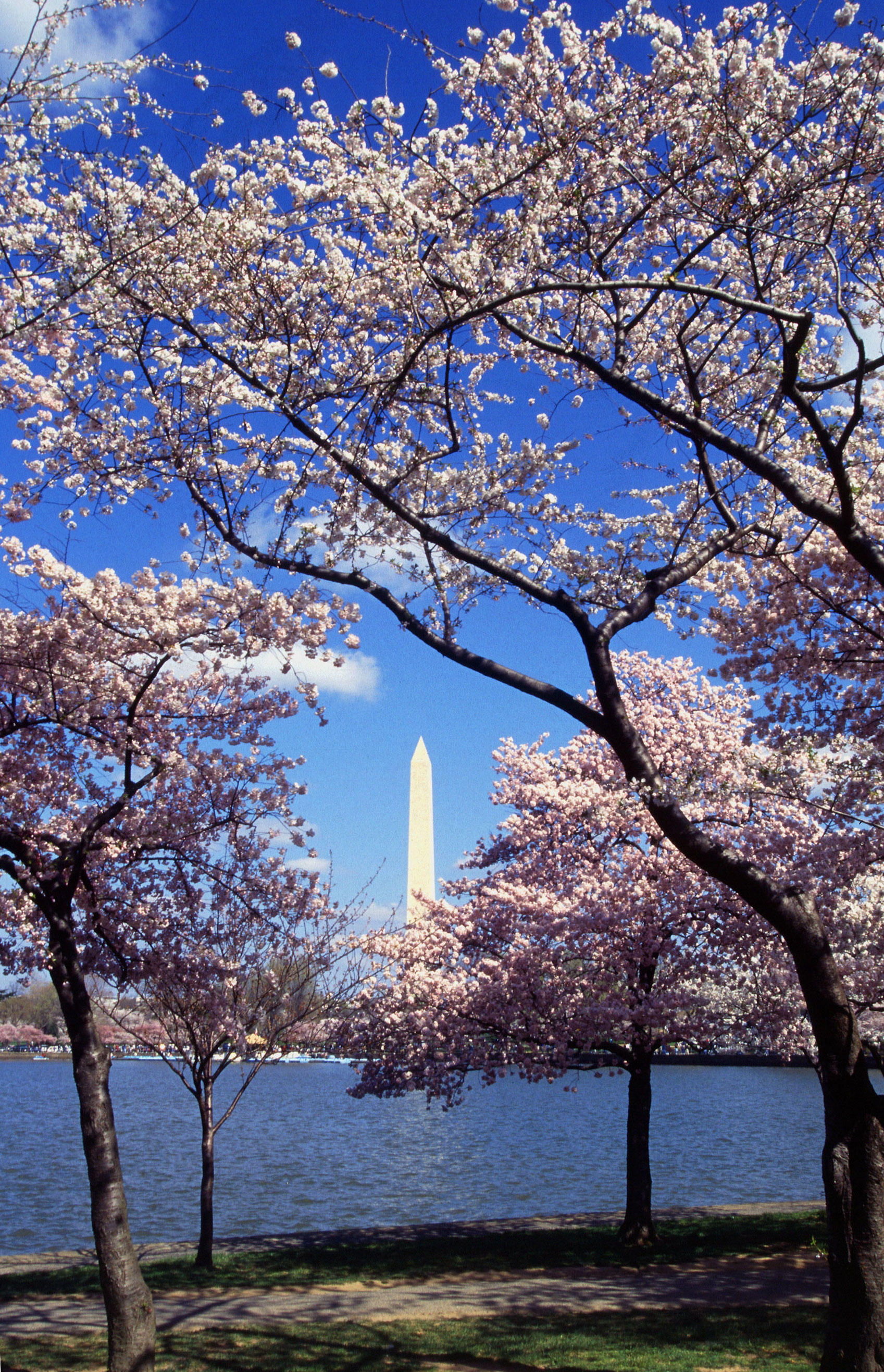
Der Blick vom Norden des West Potomac Park über das Tidal Basin zeigt die blühenden Kirschbäume

Die berühmten Kirschblüten von Washington säumen das Tidal Basin und sind die Hauptattraktion des Nationalen Kirschblütenfestes zum Frühlingsanfang. Eliza Ruhamah Scidmore hatte nach einem Besuch im Japanischen Kaiserreich als erste die Idee, in Washington Kirschbäume zu pflanzen. Sie wandte sich 1885 an den damaligen Superintendenten für öffentlichen Gebäude und Gelände Colonel Spencer Cosby, der ihre Idee ablehnte. In den nächsten 24 Jahren sprach sie – ohne Erfolg – jeden neuen Superintendenten an. Im Jahr 1906 importierte David Fairchild, ein Botaniker, der im Landwirtschaftsministerium der Vereinigten Staaten arbeitete, 75 blühende Kirschbäume von der Yokohama Nursery Company in Japan. Fairchild pflanzte diese Bäume auf einem Hügel seines Grundstücks in Chevy Chase, Maryland, um ihre Winterhärte zu testen. Begeistert von der Entwicklung der Bäume, begannen Fairchild und seine Frau 1907, die Japanische Kirsche als idealen Baum für die Pflanzung entlang der Washingtoner Alleen zu preisen.
Im Jahr 1908 schenkte Fairchild Kirschbaum-Setzlinge Schülern des Distrikts, die diese am Arbor Day auf den Schulgeländen pflanzen sollten. In seiner Rede an diesem Tag erklärte er in Anwesenheit von Eliza Scidmore seinen Plan, den „Speedway“ (den heutigen Korridor der Independence Avenue im West Potomac Park) zu einem „Gebiet der Kirschen“ zu machen. 1909 beschloss Scidmore, für den Erwerb der Bäume zu sammeln, um sie der Stadt zu schenken. Scidmore sandte diese Überlegung an die neue First Lady Helen Taft – Ehefrau von Präsident William Howard Taft –, die in Japan gelebt hatte und mit der Schönheit der blühenden Kirschbäume vertraut war. Ihr gefiel die Idee, sie bevorzugte jedoch eine Allee durch den heutigen Park, da der Rest des Geländes zu rau für Anpflanzungen sei. Auf Anfrage der First Lady bestellte der Superintendent für öffentliche Gebäude und Anlagen am 13. April 1909 90 in Pennsylvania gezogene Kirschbäume, die am Ufer des Potomac südlich des Jefferson Memorial gepflanzt wurden und inzwischen verschwunden sind.
Am 8. April 1909 besuchte der japanische Chemiker Jōkichi Takamine mit dem japanischen Konsul in New York City Mizuno Washington und erfuhr von dem Plan, Kirschbäume zu pflanzen. Takamine und Mizuno trafen sich mit Helen Taft, und Takamine bot eine Spende von ungefähr 2.000 Bäumen im Namen der Hauptstadt Tokio an, was diese annahm. Am 10. Dezember kamen die Bäume in Seattle an, am 6. Januar 1910 in der Hauptstadt. Ein Untersuchungsteam des Landwirtschaftsministeriums stellte fest, dass die Bäume von Insekten, Fadenwürmern und Pflanzenkrankheiten befallen waren; sie wurden zum Schutz der amerikanischen Pflanzenwelt unter Zustimmung Präsident Tafts verbrannt, ein diplomatischer Schriftwechsel beruhigte die Situation. Daraufhin schlugen verschiedene japanische Amtsträger, darunter der Tokioter Bürgermeister Ozaki Yukio, eine zweite Schenkung vor.
Nach Zustimmung des Stadtrats wurden im Dezember 1910 Sprösslinge von zwölf Arten für 3020 Bäume aus einer berühmten Sammlung am Ufer des Arakawa in Adachi entnommen, im Februar 1912 verschifft und am 26. März 1912 in Washington in Empfang genommen. Am Tag darauf pflanzte Helen Taft mit der Frau des japanischen Botschafters die ersten beiden Bäume westlich des John Paul Jones Memorial; die weiteren Bäume wurden bis 1920 rund um das Tidal Basin und teilweise im East Potomac Park gepflanzt. Seit 1935 findet auf Initiative verschiedener zivilgesellschaftlicher Einrichtungen das jährliche Kirschblütenfest statt. Vier Bäume wurden im Dezember 1941 gefällt, vermutlich aus Rache für den japanischen Angriff auf Pearl Harbor; 1952 wurden Sprösslinge aus Washington nach Tokio gesandt, um die Sammlung am Arakawa-Ufer, aus der die Washingtoner Exemplare stammten und die im Zweiten Weltkrieg vernachlässigt worden waren, zu restaurieren. 1965 schenkte die japanische Regierung den Vereinigten Staaten weitere 3800 Kirschbäume, von denen zwei wiederum die First Lady, Lady Bird Johnson, und die Frau des japanischen Botschafters einpflanzten. Weitere Nachpflanzungen folgten, darunter 1999 Sprösslinge vom über 1400 Jahre alten Usuzumi-Kirschbaum.